# Addiction Pinball
Addiction Pinball (por vezes abreviado para AdPin) é um jogo de simulação de pinball lançado em 1998 para PC, apresentando tabelas com base em dois populares jogos da Team 17 - Worms e World Rally Fever. Posteriormente, foi lançado para o PlayStation e lançado como Worms Pinball para capitalizar sobre o sucesso da franquia Worms. A versão para PC foi publicado pela Microprose, enquanto a versão para PlayStation foi publicado pela Infogrames, que adquiriu recentemente a Microprose.